# Genoa Cricket 1893
Il Genoa Cricket club 1893 è una squadra del campionato italiano di serie A di cricket, nata nel 2007 a Genova.
Consiste nella rifondazione dell'antica sezione di cricket del Genoa Cricket and Football Club, club più antico d'Italia sia nel calcio sia nel cricket, e che fino al 2007 risultava attivo soltanto nel calcio. Dal 1911 al 1920 è stata inoltre attiva la sezione di pallanuoto, la Genoa Cricket and Football Club Waterpolo, e dal 1943 e al 1945 la sezione di pallacanestro.

## Storia
Nel 2007, su iniziativa di alcuni tifosi genoani, la Fondazione Genoa, con l'aiuto della società del Genoa Cricket and Football Club, ha rifondato l'antica sezione di cricket, composta in maggior parte da giocatori asiatici, che ha esordito nel campionato italiano di serie C che si è tenuto a Medicina il 21 e 22 luglio 2007 e nel quale si è classificato ottavo su dodici partecipanti nella classifica finale. La federazione lo ha comunque ammesso al successivo campionato di serie B nel quale ha esordito il 1º maggio 2008; per questa stagione la squadra ha utilizzato come campo di casa il "Felice Ceravolo" del Lagaccio.
Al termine della prima stagione in B, il Genoa era classificato al penultimo posto, il quarto, nel girone nord avendo totalizzato due vittorie, cinque sconfitte ed un pareggio tecnico per pioggia. Nel corso della stagione ha partecipato per la prima volta alla Coppa Italia nella quale, dopo aver ottenuto la qualificazione agli ottavi di finale per la rinuncia del Florence, è stato eliminato sul campo del Latina Lanka.
Nel 2009 ha nuovamente preso parte al campionato di serie B utilizzando questa volta il campo "Marco Calcagno" di Cogoleto. Il Genoa si classifica primo nel girone Nord vincendo tutti gli incontri e qualificandosi alla fase finale; dopo aver sconfitto in semifinale il Florence, secondo classificato nel girone centro, si arrende in finale al Latina Lanka con il risultato di 224-209. Pur avendo ottenuto uno dei tre posti disponibili per la promozione in serie A, decide di rinunciare e di iscriversi anche per la stagione successiva al campionato di serie B. Ottimo anche il risultato in Coppa Italia: qualificatosi alla fase finale di Grosseto supera i campioni d'Italia del Pianoro Cricket Club ma viene sconfitto in finale ancora una volta dal Latina Lanka.
A partire dalla stagione 2010 nascono le squadre Under-13 ed Under-15. Le partite casalinghe della prima squadra vengono disputate allo Stadio Comunale di Casella o presso lo "Stadio Pio XII" di Pegli, sede abituale di allenamento della squadra di calcio. Il Genoa si qualifica al secondo posto nel campionato giocato a girone unico lottando fino all'ultima giornata con i Lions Brescia, squadra dalla quale subirà anche l'eliminazione ai quarti di Coppa Italia. A giugno Dilan Arsakulasuriya diventa il primo giocatore del Genoa ad essere convocato nella nazionale italiana.
Nel 2011 non riesce ad andare oltre il quarto posto finale, tuttavia viene ammesso d'ufficio al campionato di Serie A per la stagione 2012. In Coppa Italia subisce ancora una volta l'eliminazione ai quarti di finale.